# Miss Universe Puerto Rico 2011
La Edición número 56 del Certamen de  Miss Universe Puerto Rico se celebró el 4 de noviembre de 2010 en el Centro de Convenciones Pedro Rosselló en San Juan, Puerto Rico. Mariana Paola Vicente, quien ganó el título de Miss Universe Puerto Rico 2010, coronó su sucesora Viviana Ortiz como Miss Universe Puerto Rico 2011., quien representará a Puerto Rico en el  Miss Universo 2011.

## Resultados Oficiales
| Resultado                      | Candidata |
| ------------------------------ | --- |
| Miss Universe Puerto Rico 2011 | - Corozal- Viviana Ortiz Pastrana |
| 1.ª finalista                  | - Bayamón- Stephanie Román De León |
| 2nda finalista                 | - Gurabo- Jessica Joan Santiago |
| 3.ª finalista                  | - Ciales- Desirée Del Río |
| 4.ª finalista                  | - Humacao- Ashley Beth Pérez |
| Top 10 finalistas              | - Barceloneta- Io Rivera Jiménez - Canóvanas - Raisa Maite Díaz Carrasquillo - Ponce - Giselle Marie Negrón - San Juan- Miriam Ivette Pabón Carrión - Toa Baja- Dayali Romero  |
| Top 15 Semifinalistas          | - Guayama - Zuleyka Maril Rodríguez - Guaynabo- Lara María Mercado - Loíza - Yanitza Marisol Rivera - Mayagüez - Claudia Marie Ramos Zorrilla - Toa Alta - Azarel Nadal Torres |

### Premios Especiales
- Votación a través del Periódico Primera Hora (La Ganadora Pasa al Grupo de Semifinalistas) -  Mayagüez Claudia Marie Ramos Zorrilla
- Rostro L'bel:   San Juan- Miriam Ivette Pabón Carrión
- Miss Fotogénica T-Mobile:  Aguadilla - Paola Giselle Santiago Serrano (Miss Puerto Rico América Latina 2011)
- Miss Amistad:  Cabo Rojo - Carolina Rodríguez Ruiz
- Mejor Estilo JCPenney:   Corozal-  Viviana Ortiz Pastrana
- Mejor Traje Típico:  Toa Alta Azarel Nadal
- Reina Pasarela Payless:  Corozal Viviana Ortíz Pastrana
- Cabello Bloom:  Cataño Valery Vélez Cuevas
- Figura Holsum Light:  Gurabo Jessica Joan Santiago Rodríguez

## Candidatas Oficiales
Esta es la Lista oficial de las 40 Candidatas:
| Municipio     | Candidata                            | Edad | Estatura |
| ------------- | ------------------------------------ | ---- | -------- |
| Aguadilla     | Paola Giselle Santiago Serrano       | 22   | 5'6"     |
| Aibonito      | Katherine Enid Soliván               | 18   | 5'9"     |
| Añasco        | Enid Méndez Soto                     | 25   | 5'6"     |
| Arecibo       | Catherine Roldán Castro (Pao Castro) | 20   | 5'6"     |
| Barceloneta   | Ío Rivera Jiménez                    | 24   | 5'7"     |
| Bayamón       | Stephanie Román De León              | 17   | 6'0"     |
| Cabo Rojo     | Carolina Rodríguez Ruiz              | 24   | 5'6"     |
| Caguas        | Ingrid E. Fernández                  | 26   | 5'7"     |
| Canóvanas     | Raisa M. Díaz Carrasquillo           | 19   | 5'7"     |
| Carolina      | Madeline R. Arroyo                   | 18   | 5'6"     |
| Cataño        | Valery Vélez Cuevas                  | 20   | 5'9"     |
| Cayey         | Emeline Peña                         | 19   | 5'8"     |
| Ciales        | Desirée del Río                      | 24   | 5'9"     |
| Coamo         | Amanda Beatriz Sánchez               | 20   | 5'10"    |
| Corozal       | Viviana Ortíz Pastrana               | 24   | 5'9"     |
| Dorado        | Sulis Marie Matos Reyes              | 19   | 5'8"     |
| Guayama       | Zuleyka Rodríguez                    | 22   | 5'6"     |
| Guaynabo      | Lara M. Mercado                      | 20   | 5'6"     |
| Gurabo        | Jessica Joan Santiago Rodríguez      | 20   | 5' 10"   |
| Hatillo       | Adriana Pérez Mercado                | 18   | 5'6"     |
| Hormigueros   | Ninoshka Beatriz Aldea Morales       | 18   | 5'6"     |
| Humacao       | Ashley Beth Pérez Calderón           | 19   | 5'7.5"   |
| Juana Díaz    | Lisa Suzette D'Aleccio Molina        | 24   | 5'7"     |
| Juncos        | Verónica Maldonado                   | 20   | 5'10"    |
| Lajas         | Itzaira Vélez                        | 20   | 5'8"     |
| Las Piedras   | Kiara M. Ortiz Rodríguez             | 18   | 5'11"    |
| Loíza         | Yanitza Marisol Rivera Rivera        | 24   | 5'6"     |
| Luquillo      | Letty Joan Pérez Rivera              | 22   | 5'8"     |
| Mayagüez      | Claudia Ramos                        | 22   | 5'6      |
| Naguabo       | Grace Marie García                   | 18   | 5'8"     |
| Naranjito     | Jamaris Rolón González               | 20   | 5'8"     |
| Ponce         | Giselle Negrón Rivera                | 22   | 5'7"     |
| Salinas       | Katherine M. Torres Cartagena        | 18   | 5'11"    |
| San Juan      | Miriam Ivette Pabón Carrión          | 25   | 5'6"     |
| San Lorenzo   | Giovanna Raquel López                | 19   | 5'7"     |
| Toa Alta      | Azarel Nadal Torres                  | 26   | 5'7.5"   |
| Toa Baja      | Dayalí Romero                        | 20   | 5'7"     |
| Trujillo Alto | Keisy Denisse Blanch Rodríguez       | 19   | 5'6"     |
| Yabucoa       | Génesis Espinosa                     | 17   | 5'8"     |
| Yauco         | Angivette M. Billoch Cintrón         | 19   | 5'6"     |

## Datos acerca de las candidatas
- Jessica Santiago (Miss Gurabo) participó en el ciclo 12 del programa estadounidense America's Next Top Model[4] siendo la segunda eliminada.

- Miriam Pabón (Miss San Juan) participó en el Certamen de Miss Mundo Puerto Rico en el año 2008 donde llegó 3.ª finalista, además obtuvo los títulos de Miss Puerto Rico Internacional 2008, donde representó a Puerto Rico en el Miss Internacional 2008 llegando al cuadro de las semi-finalistas, y Miss Puerto Rico América 2009 donde representó al país en Miss América 2010[5]

- Azarel Nadal (Miss Toa Alta) participó en el certamen de Miss Mundo de Puerto Rico 2009 donde llegó al grupo de las 12 semi-finalistas.
- Ashley Beth Pérez (Miss Humacao) ganó el título de Miss Teen Galaxy Internacional 2009.[6]
- Itzaira Vélez Pardo (Miss Lajas) participó en Miss Teenager Universe 2008 en Guatemala.
- Paola Giselle Santiago (Miss Aguadilla) participó como Miss Aguadilla Teenage 2006 ganando "Mejor Silueta" y entrando al cuadro de las semifinalistas - Actualmente es Miss Puerto Rico América Latina 2011

## Buscando La Más Bella
Buscando La Mas Bella es el reality show realizado por la franquicia de Miss Universe Puerto Rico 2011 para presentar a las 40 candidatas al título, como preámbulo a la noche Final.
al igual que el año pasado, cada semana, 5 concursantes tendrán un reto que superar, estas serán evaluadas por un jurado compuesto por la actriz puertorriqueña Cordelia González, el escritor y guionista Vicente Castro y un Juez Invitado semanalmente, de esas 5 se escogerá una ganadora en cada programa. esto no influenciara en la decisión de la preliminar ni de la final del certamen. el reality show comenzó a transmitirse el viernes 3 de septiembre de 2010 por Telemundo de Puerto Rico y se espera concluya el 22 de octubre del 2010. El programa pretende que las 40 candidatas al certamen de Miss Universe Puerto Rico 2011 se den a conocer ante el público tal cual son y que sean evaluadas física e intelectualmente por un jurado. El espacio televisivo está animado por la tenedora de la franquicia del certamen y Miss Puerto Rico 1995 Desiree Lowry.
Ganadoras de Buscando La Mas Bella:
- Reto de la Semana # 1: Recorrer un Puente de 90 a 110 pies de altura
- Ganadora:  Barceloneta Ío Rivera Jiménez

- Reto de la Semana # 2: Crear un Traje Típico
- Ganadora:  Corozal Viviana Ortíz Pastrana

- Reto de la Semana #3 : Bailar
- Ganadora:  Arecibo Catherine Roldán Castro (Pao Castro)

- Reto de la Semana #4 : Pasarela Sobre Hielo
- Ganadora:  Humacao Ashley Beth Pérez Calderón

- Reto de la Semana #5 : Hacer la Portada de un Revista
- Ganadora:  Gurabo  Jessica Joan Santiago Rodríguez

- Reto de la Semana #6 : Sobrellevar Una Broma
- Ganadora:  Hatillo Adriana Pérez

- Reto de la Semana #7: Escribir y Realizar un comercial de Hipismo
- Ganadora:  Ciales  Desirée del Río

- Reto de la Semana #8: Escoger y Trabajar para una causa Benéfica
- Ganadora:  San Juan Miriam Pabón

## Enlaces
- Página oficial de Miss Universe Puerto Rico